# Ranunculus songoricus
Ranunculus songoricus là một loài thực vật có hoa trong họ Mao lương. Loài này được Schrenk miêu tả khoa học đầu tiên năm 1842.